# Metonomastus petrelensis
Metonomastus petrelensis är en mångfotingart som beskrevs av Mauriès, Golovatch och Stoev 1997. Metonomastus petrelensis ingår i släktet Metonomastus och familjen orangeridubbelfotingar. Inga underarter finns listade i Catalogue of Life.